# Souveränität
Unter dem Begriff Souveränität (französisch souveraineté, aus mittellateinisch supernus „darüber befindlich“, „überlegen“) versteht man in der Rechtswissenschaft die Fähigkeit einer juristischen Person zu ausschließlicher rechtlicher Selbstbestimmung. Diese Selbstbestimmungsfähigkeit wird durch Eigenständigkeit und Unabhängigkeit des Rechtssubjektes gekennzeichnet und grenzt sich so vom Zustand der Fremdbestimmung ab. In der Politikwissenschaft versteht man darunter die Eigenschaft einer Institution, innerhalb eines politischen Ordnungsrahmens einziger Ausgangspunkt der gesamten Staatsgewalt zu sein. Geprägt wurde der Begriff im 16. Jahrhundert durch die Absolutismuslehre des französischen Staatsphilosophen Jean Bodin.

## Begriffsgeschichte
In seiner Schrift Sechs Bücher über den Staat definiert Jean Bodin (1529/1530–1596) den Begriff Souveränität als die höchste Letztentscheidungsbefugnis im Staat. Nach Bodins Konzeption der absoluten Herrschaft sollte diese Befugnis stets nur der Person des Königs zukommen, prinzipiell unteilbar sein und es dem Herrscher ermöglichen, Recht auch gegen den Willen der Untertanen verbindlich setzen zu können.
Bodins Forderung nach einer höchsten und letztverantwortlichen Herrschergewalt stand in direktem Zusammenhang mit den konfessionellen Bürgerkriegen in Frankreich, durch die Bodin die Fähigkeit des Staates zu friedlicher Konfliktbewältigung gefährdet sah. Einzig die unbeschränkte Konzentration aller rechtlichen und physischen Staatsgewalt in den Händen des Königs konnte nach Bodin Sicherheit und Frieden im Lande garantieren. Bodin kann somit als Vordenker des staatlichen Gewaltmonopols verstanden werden.
In diesem Sinn spielte der Souveränitätsbegriff bei der Entstehung des europäischen Staatensystems in der Renaissance-Epoche eine zentrale Rolle. Er stellte ein staatsrechtliches Postulat dar, mit dessen Hilfe Fürsten und Städte „fremde“ Herrschaftsansprüche von Akteuren aus Politik, Wirtschaft oder Religion auf ihr Territorium abwehren konnten, indem ihnen die Legitimitätsgrundlage entzogen wurde. Der legitime Herrscher ist der Souverän.
Wer im Staate darf Souveränität ausüben, wer ist daran beteiligt? Das Staatsrecht des frühneuzeitlichen Heiligen Römischen Reiches ist geprägt vom Dualismus zwischen dem römisch-deutschen Kaiser der Habsburgerdynastie und den Reichsständen. In Gelehrtenkreisen sprach man dementsprechend, in Abwandlung von Bodins Thesen, zeitweilig von einer doppelten oder dualen Souveränität. Der Säkularisierung des Souveränitätsbegriffes folgte die Zentralisierung im Absolutismus. Als Adel, Stände und privilegierte Städte ihre politische, wirtschaftliche und religiöse Macht und Kompetenz verloren, konzentrierte sich der Begriff auf denjenigen, der allein noch darüber verfügte, auf den Monarchen. In der Phase der bürgerlichen Revolution wurde der territoriale Herrschaftsanspruch – das damit verbundene, über die Gebietshoheit hinausgehende Recht auf das beherrschte Gebiet: die territoriale Souveränität – um die Vorstellung von der Nation ergänzt. Souveränität ist seitdem national, der nationale Staat der Souverän.

## Souveränität im Völkerrecht
Im Völkerrecht wird Souveränität als die grundsätzliche Unabhängigkeit eines Staates von anderen (Souveränität nach außen) und als dessen Selbstbestimmtheit in Fragen der eigenen staatlichen Gestaltung (Souveränität nach innen) verstanden. Diese äußere Souveränität eines Staates besteht somit in seiner Völkerrechtsunmittelbarkeit, während seine innere Souveränität (siehe auch Volkssouveränität) umgekehrt durch die Fähigkeit zu staatlicher Selbstorganisation bestimmt wird; die äußere Souveränität wird in Analogie dazu zur Staatssouveränität. Einen wichtigen Streitpunkt in der Rechtswissenschaft bildet hier die Unterscheidung in äußere und innere Souveränität des Staates an sich: Während diese von einem Großteil der Rechtswissenschaftler als notwendig erachtet wird, gehen die Vertreter der monistischen Rechtslehre von der prinzipiellen Einheit der Staatssouveränität aus.
Der äußere Souveränitätsanspruch eines Staates konkurriert mit dem souveränen Willen anderer Staaten, der formal gesehen jeweils gleichwertig ist. Das Völkerrecht, das auf dem Grundsatz der Gleichheit souveräner Staaten beruht, setzt dem Souveränitätsanspruch Grenzen. Diese Grenzen sind in erster Linie machtpolitisch vorhanden. Im modernen nationalstaatlichen Verständnis der Souveränität sind Staaten Akteure, deren Willensausübung nach außen nicht nur durch die machtpolitischen Verhältnisse, sondern auch durch das Völkerrecht Grenzen gesetzt sind.
Das Gegenstück zur staatlichen Souveränität im völkerrechtlichen Sinne ist die frühneuzeitliche Rechtsfigur der Suzeränität.
Kritik des Souveränitätsbegriffes
In der modernen Staatenwelt ist die ursprünglich von Jean Bodin mit Souveränität gemeinte Idee von der völligen Unabhängigkeit des Staates, über seine inneren und äußeren Belange zu bestimmen, an ihre Grenzen gestoßen. Die äußere Souveränität der Staaten im klassischen Sinn wurde durch den stetig wachsenden Einfluss des internationalen Systems von zwischenstaatlichen und supranationalen Organisationen sowie durch die vergrößerte politische und wirtschaftliche Interdependenz der Staaten immer mehr geschwächt. Im selben Zuge erhielten die Staaten die Möglichkeit, mit gleichrangigen Staaten die internationale Politik zu gestalten. Dabei haben sie Teile ihrer Herrschaftsmacht an supranationale Organisationen wie die EFTA oder EURATOM delegiert. Teilweise haben sie sich auch zu einer Gemeinschaftsmethode verpflichtet, wonach sie auf bestimmten Feldern ihre Politik nur gemeinsam entwickeln. Ihre Souveränität wurde dadurch zwar begrenzt, aber keineswegs aufgehoben. Diese Beschränkung der Souveränität kann auch auf freiwilliger Basis geschehen: Die Schweiz hat zwar immer die Möglichkeit, ihr Recht unabhängig von der Europäischen Union (EU) zu gestalten. In der Praxis wird der Gesetzgeber jedoch aus wirtschaftlichen und handelspolitischen Gründen oft dazu gezwungen, seine Rechtsetzung derjenigen der EU anzugleichen. In diesem Zusammenhang spricht man in der Schweiz vom „autonomen Nachvollzug“.
Die staatliche Souveränität der global vernetzten Zentren der nördlichen Hemisphäre der Erde ist auch durch ihre gegenseitige wirtschaftliche Verflechtung verringert. In schwächeren Staaten ist sie zwar rechtlich und formell vorhanden, aber wegen ihrer Abhängigkeit von regionalen Mächten faktisch begrenzt.
Die innere Souveränität eines Staates ist auch durch die Grundrechte des Einzelnen begrenzt, wenn auch nicht mit globaler völkerrechtlicher Verbindlichkeit. Im internationalen Diskurs um eine Responsibility to Protect wird daher seit einiger Zeit versucht, Souveränität neu zu definieren: als Verpflichtung jedes Staates, für den Schutz der Grundrechte seiner Bürger zu sorgen. Komme er dieser Verpflichtung nicht nach, gehe die Verantwortung auf die internationale Staatengemeinschaft über. Das Konzept der Schutzverantwortung wurde von 150 UN-Mitgliedstaaten im Schlussdokument der UN-Vollversammlung 2005 akzeptiert und gilt als sich entwickelndes internationales Recht.

## Souveränität im Staatsrecht
Der Begriff Souveränität, deutsch auch „Staatshoheit“, wird im innerstaatlichen Recht und in der politischen Theorie verwendet, um die oberste Kompetenz zur Machtausübung im Innern eines Staates zu bezeichnen. Staatshoheit heißt also „Staatsgewalt innehalten“.
In Staaten, in denen diese Kompetenz nur einer einzigen Person zukommt, wird von einem Souverän gesprochen, während in demokratischen Staatsformen von der Volkssouveränität die Rede ist. Diese bezieht sich in erster Linie auf die Eigenschaft des Volkes als verfassunggebende Gewalt, mittels derer das Volk über die Staatsform und über andere Staatsgrundsätze bestimmt. Zudem muss die Staatsgewalt nach dem Prinzip der Volkssouveränität durch das Volk in Wahlen und Abstimmungen legitimiert werden; alle Staatsgewalt muss vom Volk ausgehen (Volkssouveränität zum Beispiel in Deutschland: Art. 20 Abs. 2 Satz 1 GG, in Österreich: Art. 1 B-VG).
Der Begriff der Souveränität ist im staatsrechtlichen Sinne vor allem bei der Definition des Staatsbegriffs unklar: In der „klassischen“ Drei-Elemente-Lehre Georg Jellineks wird die Souveränität lediglich als Eigenschaft der Staatsgewalt verstanden, die in einem Staat nicht zwingend vorliegen muss. Vor allem in der Völkerrechtspraxis, wie etwa in der Konvention von Montevideo aus dem Jahr 1933, kann die Souveränität der Staatsgewalt jedoch zum zwingenden Definitionsmerkmal der Staatlichkeit werden.

## Souveränität und Föderalismus
Da auf einem bestimmten Gebiet und über ein bestimmtes Volk immer nur ein Gemeinwesen souverän sein kann, dient der Begriff von Souveränität auch zur Unterscheidung von Bundesstaaten und Staatenbünden: Bei Staatenbünden liegt die staatliche Souveränität immer noch bei den einzelnen Staaten. Bei der Gründung eines föderalen Gesamtstaates hingegen geben die nachmaligen Gliedstaaten – wie etwa in Deutschland und Österreich die Länder/Bundesländer, in der Schweiz die Kantone oder in den USA die Bundesstaaten (states) – ihre Souveränität teilweise an den Bund ab.
Der Bundesstaat kennt jedoch nicht zwingend eine Kompetenz-Kompetenz. Keine der Ebenen kann ohne die Zustimmung der jeweils anderen über diese verfügen. In Staatenbünden entscheiden die einzelnen Staaten, ob sie dem Bund Kompetenzen überlassen wollen.
Nichtsdestoweniger ist das Verhältnis der Souveränität zum Föderalismus von begrifflichen Spannungen geprägt: Die Souveränität als Letztentscheidungsbefugnis der Staatsgewalt wurde von Jean Bodin ausschließlich für einen vollkommen zentral organisierten Staat konzipiert und könnte dem Dualismus von Entscheidungszentren, der den Föderalismus kennzeichnet, begrifflich widersprechen.
Der im Grundgesetz verankerte Föderalismus in Deutschland sichert den Bundesländern ein hohes Maß an Eigenstaatlichkeit, zu dessen Kern die Kulturhoheit zählt und weshalb der Aufbau der Landesverwaltung jedem Land selbst überlassen ist. Eine zentrale Norm der Eigenstaatlichkeit bildet der Artikel 30. Außer eigenen staatlichen Kompetenzen garantiert das Grundgesetz in den Artikeln 70 bis 74 (74a und 75 sind inzwischen weggefallen), 83 bis 87 sowie 23 und 50 den Ländern die Mitwirkung an der Gesetzgebung des Bundes und in Angelegenheiten der Europäischen Union.